# Lauri Hussar

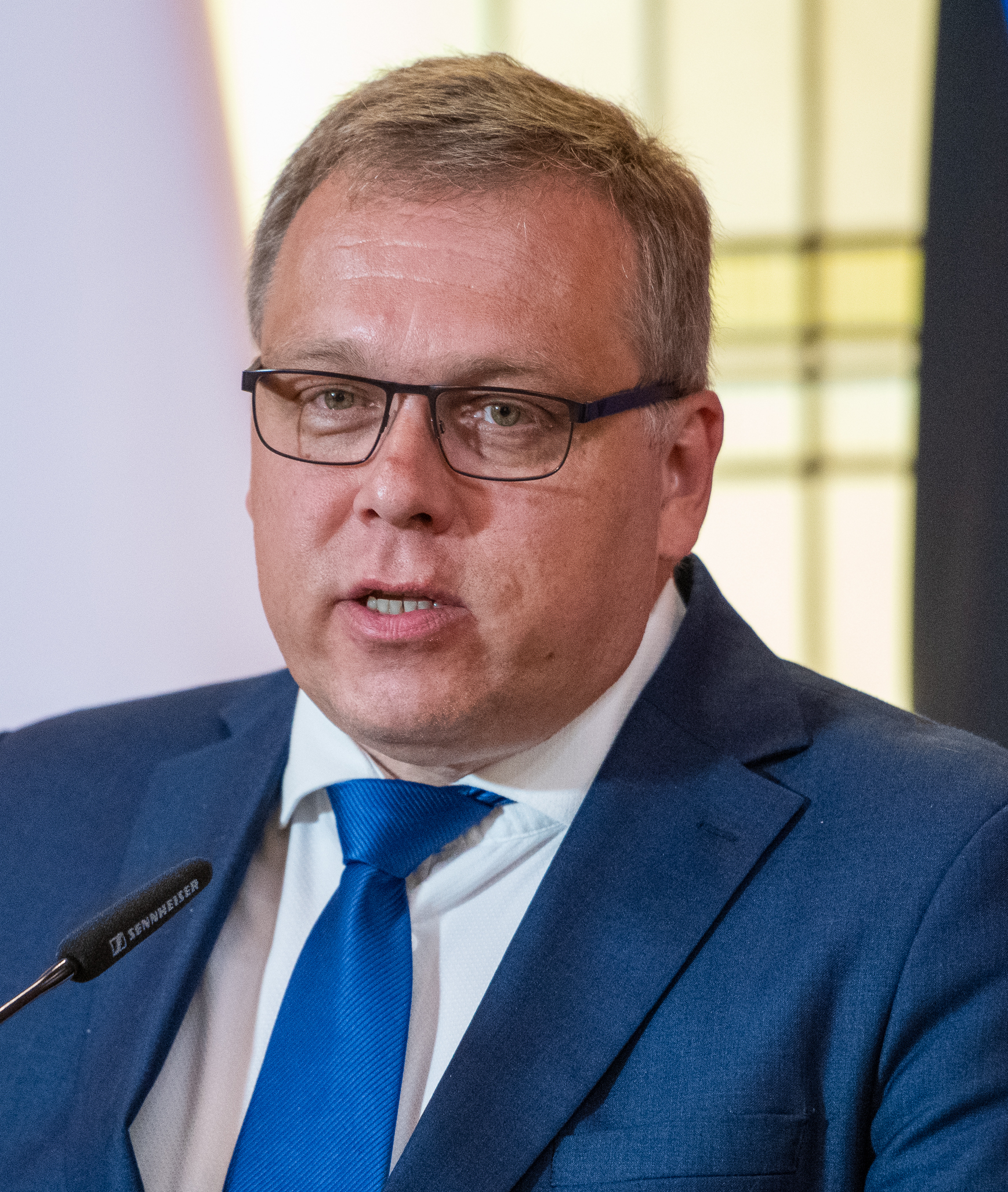
Lauri Hussar, 2023

Lauri Hussar (* 4. September 1973 in Võru) ist ein estnischer Journalist und Politiker. Er war von 2016 bis 2019 Chefredakteur der estnischen Tageszeitung Postimees. Seit dem 10. April 2023 ist er Vorsitzender des estnischen Parlaments (Riigikogu).

## Leben
Lauri Hussar schloss 1991 die Schule in seiner Heimatstadt Võru ab. Er studierte von 1992 bis 1996 Theologie an der Universität Tartu.

### Journalist
Nach dem Besuch der Universität war Hussar als Journalist und Reporter tätig. Von 1998 bis 2006 war er zunächst TV-Reporter und Redakteur beim privaten Fernsehsender TV3. Anschließend war er bis zum Frühjahr 2016 Moderator bei Vikerraadio, einem national ausgestrahlten Hörfunkprogramm des öffentlich-rechtlichen Rundfunks Eesti Rahvusringhääling (ERR). Auch im estnischen Fernsehen (Eesti Televisioon) trat er als Moderator auf.
Mitte März 2016 wechselte er als stellvertretender Chefredakteur zur überregionalen Tageszeitung Postimees. Drei Monate später stieg er als Nachfolger von Merit Kopli zum Chefredakteur auf. Ab 2019 war er als Medientrainer tätig.

### Politiker
Lauri Hussar trat 2019 der im Vorjahr gegründeten sozialliberalen Partei Eesti 200 bei, deren Vorsitzender er seit 2022 ist. Bei der Wahl 2023 zog diese erstmals ins nationale Parlament (Riigikogu) ein.
In der ersten Sitzung der 15. Legislaturperiode wurde Hussar am 10. April 2023 zum neuen Parlamentspräsidenten gewählt.

### Privates
Lauri Hussar ist seit Juli 2008 mit der Textildesignerin Triin Aas verheiratet. Das Paar hat drei Kinder.
Er gehört als Neustifter seit 1994 der estnischen Studentenverbindung Arminia Dorpatensis im Wingolfsbund an.